# Season of Poison
| Recensione | Giudizio |
| ---------- | -------- |
| AllMusic   |          |

Season of Poison è il secondo album registrato in studio del gruppo Indie rock americano Shiny Toy Guns pubblicato, negli Stati Uniti, il 4 novembre 2008 presso la Universal Motown: il disco non ha ottenuto il successo atteso con 60 000 copie vendute contro le oltre 300.000 dell'album d'esordio We Are Pilots. Per quest'album il ruolo di voce solista femminile è affidato alla cantante Sisley Treasure in sostituzione di Carah Faye Charnow.

## Tracce
1. "When Did This Storm Begin" – 4:10 (Matthew Laws)
2. "Money for That" – 3:23 (Tim David Kelly)
3. "I Owe You a Love Song" – 3:44 (Stephen Petree)
4. "Ghost Town" – 3:43 (testo: Sisley Treasure)
5. "It Became a Lie on You" – 4:28 (Stephen Petree)
6. "Ricochet!" – 2:39 (Sisley Treasure)
7. "Season of Love" – 3:06 (Tim James Auringer)
8. "Poison" – 8:14 (Ally Maris Petree)
9. "Blown Away" – 3:37 (musica: John D. Schwandt)
10. "Turned to Real Life" – 3:44
11. "Frozen Oceans" – 4:46 (Stephen Petree)

## Formazione
- Sisley Treasure – voce
- Chad Petree – voce, chitarra
- Jeremy Dawson – tastiere, basso
- Mikey Martin – batteria, percussioni

## Singoli
- Ricochet!
- Ghost Town